# 布里奇曼山
布里奇曼山（英語：Mount Bridgman），是南極洲的山峰，位於葛拉漢地的盧貝海岸，處於利亞德島中部，根據美國探險隊拍攝的照片繪入地圖，現時由南極條約體系管理。